# Депортація угорців та німців Закарпаття 1944-45 років

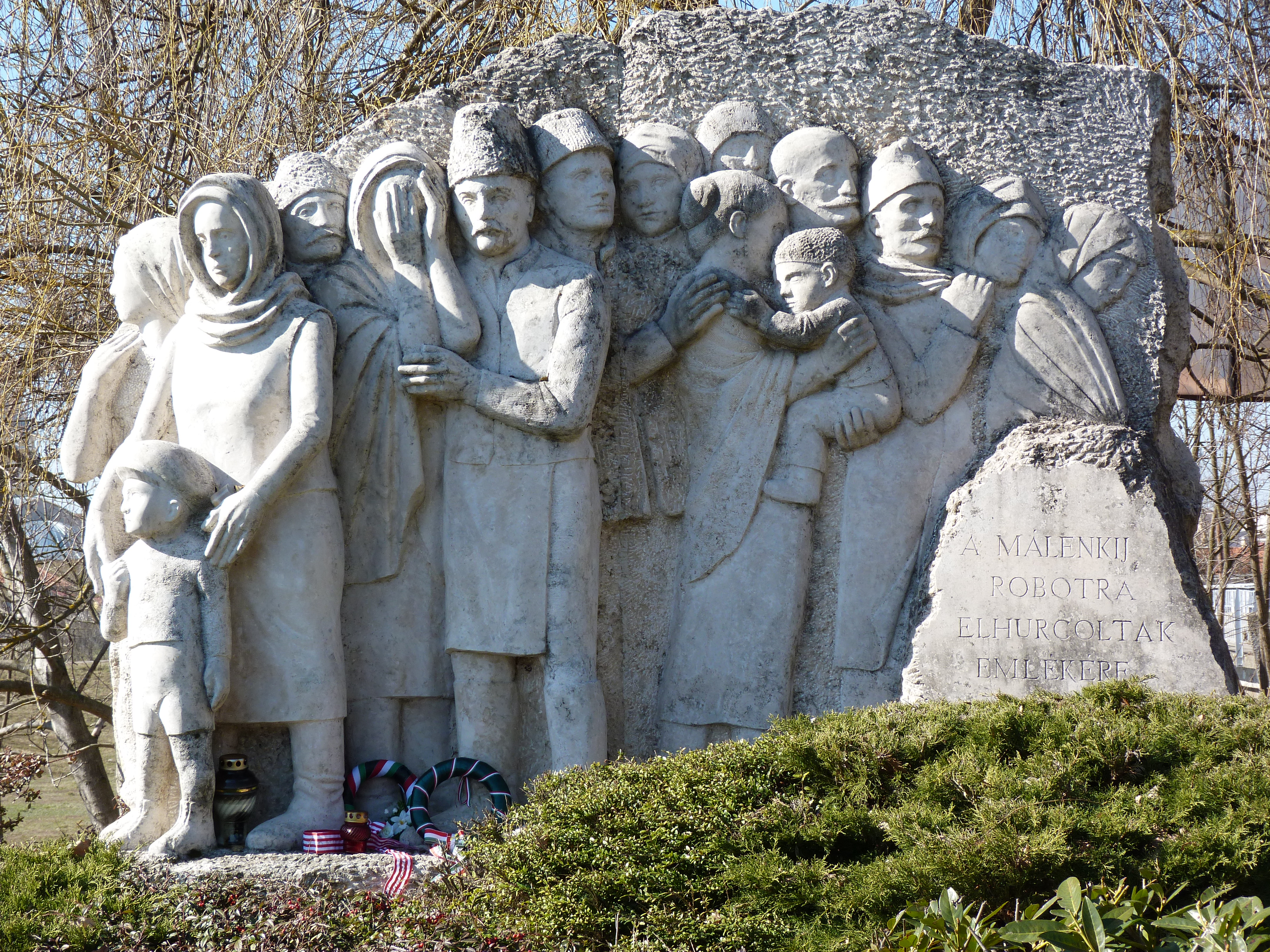
Пам'ятник депортованим на "малі роботи", Вашарошномень

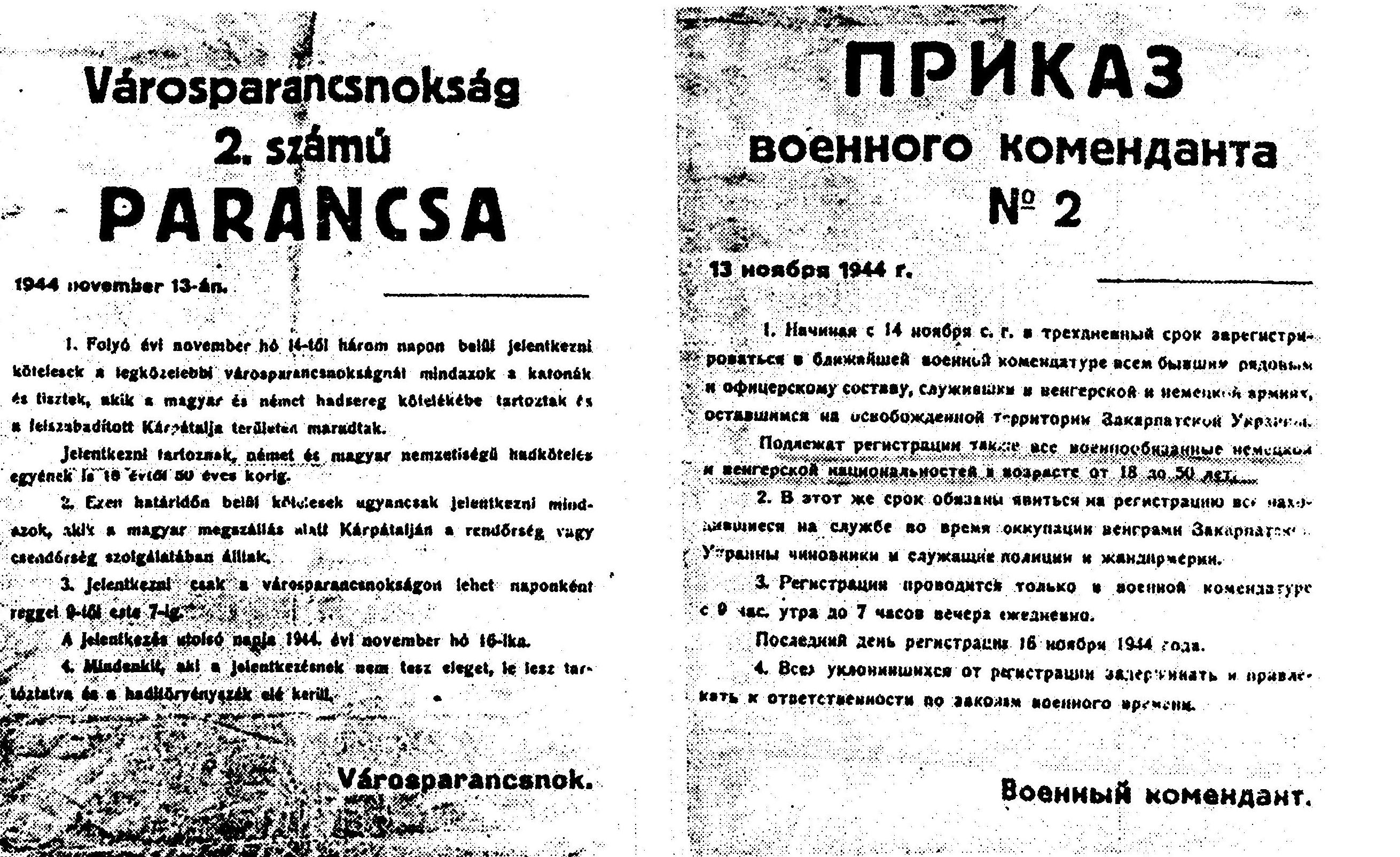
Наказ №2 про реєстрацію військовозобов'язаних Закарпаття угорської та німецької національностей

Депортація угорського та німецького населення Закарпаття 1944-45 року — насильна масова депортація радянською військовою владою угорськомовного та німецькомовного чоловічого населення призовного віку Закарпаття. Силами НКВД, СМЕРШу та військових 4-го Українського фронту на так званих звільнених територіях Закарпатської України було проведено операцію з облікування, затриманню та виселенню частини мирного населення Закарпаття за етнічною ознакою. Для прикриття цієї операції було вигадано легенду про «малі роботи» (Malenkij robot, або kis robot, як називали їх місцеві угорці) — триденні відновлювальні роботи, після виконання яких, нібито всі мали повернутися по домівках.
Насправді після складення списків, починаючи з 18 листопада 1944 року, пішими колонами всіх, хто підлягав інтернуванню, доправляли в табори в Сваляві та Самборі. Конвоювання відбувалося під посиленою озброєною охороною, бо цим людям надавався статус військовополонених, хоча переважна їх більшість ніколи не тримала зброю.

## Підстави депортації
Згідно цілком таємного наказу командування 4-го Українського фронту від 13 листопада 1944 року встановлювався «принцип колективної провини та покарання» угорського та німецького населення Закарпаття. Під дію наказу підпадали чоловіки угорської та німецької національності віком від 18 до 50 років, а також всі, незалежно від національності, солдати та офіцери німецької та угорської армії:
«1. Военные комендатуры городов, поселков и больших населенных пунктов от 14 по 16 ноября включительно должны выявить и зарегистрировать всех солдат и офицеров, служивших в немецкой и венгерской армиях, независимо от их национальности.
2. Необходимо взять на учет всех военнообязанных лиц в возрасте 18-50 лет немецкой и венгерской национальностей, в данный момент проживающих на территории освобожденной Закарпатской Украины, а также чиновников и сотрудников венгерской полиции и жандармерии, которые находятся на территории освобожденной Закарпатской Украины.… Во время регистрации военные коменданты должны довести до сведения этих лиц, они обязаны повторно появиться 18 ноября.… Лица, проживающие на территории освобожденной Закарпатской Украины, необходимо отдельными отрядами, согласно спискам, под конвоем направлять в лагеря военнопленных».
Таким чином, всьому угорсько- та німецькомовному чоловічому населенню призовного віку автоматично надавався статус військовополонених. Ці військовополонені перший час під час перебування в таборах використовувалися як безкоштовна робоча сила на будівництві та відновлювальних роботах, а також на лісозаготівлі. Надалі, їх переправляли до інших концтаборів на схід, північ та інші регіони СРСР.
Наступна хвиля депортації проводилася вже виключно відносно німецького чоловічого та жіночого місцевого населення Закарпаття. Наказом № 0060 від 22 грудня 1944 року передбачалася насильна депортація всього чоловічого від 17 років та жіночого від 18 до 30 років німецької національності.

## Організатори та виконавці
З документів Російського державного військового архіву випливає, що операцією по депортації та підготовкою військових частин, що брали участь в операції, керував генерал-полковник Л.Мехліс — наближена особа до Й.Сталіна.
Була ініційована «повна зачистка Закарпаття як тилової території» і прийнято згодом пропозицію, висунуту генерал-майором Фадєєвим, командиром загонів НКВС. На думку останнього чоловіче населення угорських і німецьких населених пунктів, як представників ворога, слід інтернувати, бо вони можуть перешкоджати насадженню радянського ладу в Закарпатті.

## Наслідки депортації
Відкритих даних та цифр щодо цих операцій радянської влади з депортації корінного населення Закарпаття немає, але за відносними цифрами зміни етнічної структури населення краю в другій половині 40-х років «зникли» 55 000 місцевих німців та угорців (близько 10000 німців та 45000 угорців).
Влітку 1945 року Народна рада Закарпатської України видала постанову про складання списків військовополонених та цивільних родом із території області, які перебували в таборах. Оскільки перепис стосувався усіх чоловіків, які на той момент перебували в таборах різних систем, створених радянським режимом, то в список, крім цивільних, забраних у рамках «маленьких робіт», були включені й військові родом із Закарпаття, що потрапили в полон під час наступу радянських військ. Згідно з цими списками на літо 1945 року в таборах для військовополонених та трудових таборах перебувало 27 тисяч закарпатців, значна частина яких вже ніколи не повернулася додому. Серед тих, хто повернувся, багато померли протягом короткого часу внаслідок отриманих у таборах різних хвороб.
Зі звіту народного комісаріату села Шаланки: «В селе потому нет достаточно рабочих рук, и эта ситуация улучшится только тогда, если люди, которые были солдатами венгерской армии, а теперь работают в трудовых лагерях, вернутся домой…»
Масштаб цифр підтверджується фактами про «розрахункові» дані таборів та збірних пунктів. Найбільший збірний пункт у Сваляві, розміщений в колишніх угорських казармах, що був розрахований на 8 000-10 000 осіб в певний момент містив більш як 20 000 осіб. Все це підтверджується і статистичними даними: в той час, коли згідно з переписом 1941 року в Закарпатті налічувалося 245 286 угорців, в 1946 році їх було тільки 134 558, що значить зменшення населення на 45 %. Більш суттєві втрати понесло місцеве населення німецької національності — 81 %.
Такі цифри та уривки офіційних документів говорять про спланований сталінським режимом та реалізований військовими та спеціальними органами 4-го Українського фронту, НКВС та СМЕРШу геноцид місцевого населення Закарпаття за національною ознакою.